# Ján Kmec
Ján Kmec (7. července 1923 Hanušovce nad Topľou – 21. května 1943 Solway Firth jižně od ostrova Little Ross) byl slovenský palubní radiotelegrafista a střelec Royal Air Force v období druhé světové války.

## Život

### Před druhou světovou válkou
Ján Kmec se narodil 7. července 1923 v Hanušovcích nad Topľou na východním Slovensku v evangelické rodině. Ve třicátých letech vychodil měšťanskou školu, v srpnu 1938 vycestoval do Kanady, kde se živil jako zahradník.

### Druhá světová válka
K 12. březnu 1942 vstoupil Ján Kmec v Kanadě do Royal Air Force. Následoval přesun do Spojeného království, kde byl prezentován 20. dubna téhož roku a zařazen do náhradního tělesa Československého letectva. Započal s výcvikem na palubního radiotelegrafistu a střelce. Dne 21. května 1943 se jako příslušník výcvikové jednotky 6. OTU zúčastnil cvičného letu ve stroji Vickers Wellington Mk.X HE546, jehož úkolem byl simulovaný útok na ponorku v zálivu Solway Firth jižně od skotského ostrova Little Ross. Letoun odstartoval po poledni ze základny v Silloth a po shození bomby z neznámých příčin narazil na hladinu. Ján Kmec společně s pilotem Miroslavem Podborským a školitelem Kennethem Alfredem Emberym zahynuli. Jeho tělo nebylo nalezeno.

## Posmrtná ocenění
- Jánu Kmecovi byl v roce 1946 in memoriam udělen Československý válečný kříž 1939
- Ján Kmec byl v roce 1947 in memoriam povýšen do hodnosti štábního rotmistra a v roce 1991 do hodnosti majora